# Giovanni De Lorenzo
Giovanni De Lorenzo, italijanski general, * 1907, Vizzini, † 1973.
V svoji karieri je bil: vodja SIFAR (1955-62), poveljujoči general Korpusa karabinjerjev (1962-65) in načelnik Generalštaba Italijanske kopenske vojske (1965-1967).